# Mnium ambiguum
Mnium ambiguum är en bladmossart som beskrevs av H. L. H. Müller 1866. Mnium ambiguum ingår i släktet stjärnmossor, och familjen Mniaceae. Inga underarter finns listade i Catalogue of Life.